# Es muß ein Stück vom Hitler sein
Es muß ein Stück vom Hitler sein ist ein dokumentarischer Kurzfilm des deutschen Regisseurs Walter Krüttner aus dem Jahr 1963. Er wurde im Rahmen des Internationalen Filmfestivals Mannheim 1963 uraufgeführt.

## Handlung
In den zwölfminütigen Schwarz-Weiß-Film zeigt Krüttner, wie der Berghof Adolf Hitlers auf dem Obersalzberg bei Berchtesgaden als Touristenattraktion vermarktet wird. Aus aller Welt kommen Touristen zur Jagd nach Devotionalien aus der Zeit des Nationalsozialismus. Wichtig ist ihnen dabei, dass es ein originales Stück von Hitler ist.

## Auszeichnungen
- FIPRESCI-Preis (IFF Mannheim 1963)
- Silberner Lorbeer des Deutschen Fernsehfunkes (Leipziger Kurz- und Dokumentarfilmwoche 1963)
- Katholischer Kurzfilmpreis